# Джефф Кейпс
Джеффрі Льюїс Хамберг Кейпс (англ. Geoff Capes; 23 серпня 1949, Холбіч, Англія — 23 жовтня 2024) — британський атлет, стронгмен і учасник Гірських ігор, один із найкращих штовхальників ядра свого часу.
На міжнародній арені представляв Англію і Велику Британію, спеціалізувався на штовханні ядра. Саме в цій дисципліні він двічі ставав чемпіоном Співдружності, дворазовим чемпіоном Європи. 1977 році взяв участь у британській версії популярного шоу "Superstars".
Як стронгмен був дворазовим переможцем змагання «Найсильнішої людини світу» (1983, 1985). Окрім цього був «Найсильнішою людиною Англії» і «Найсильнішою людиною Британії». 
Після завершення виступів Кейпс став тренером та допомагав спортсменам-початківцям. Останні роки життя Кейпс жив у селі Сток-Рочфорд у графстві Лінкольншир, мав дітей та внуків. Помер у віці 75 років.

## Особисті рекорди
- Присідання — 380 кг
- Вивага лежачи — 300 кг
- Мертве зведення (Пауерліфтинг) — 400 кг
- Мертве зведення (Стронґмен) — 454.5 кг